# 青木義孝
青木 義孝（あおき よしたか 、1998年9月2日 - ）は、東京都八王子市出身のプロサッカー選手。Jリーグ・鹿児島ユナイテッドFC所属。ポジションは、ディフェンダー（DF）。

## 来歴
八王子CBXFC、FC町田ゼルビアジュニアユースを経て、同ユースへ昇格。高校3年次の2016年9月、トップチームに2種登録された。その後トップ昇格はせず、2017年2月27日に拓殖大学へ進学する事がクラブからリリースされた。
2020年2月28日、2021シーズンよりFC町田ゼルビアへ加入する事が発表された。3月13日、JFA・Jリーグ特別指定選手として認定され、背番号は24番を着用する事が発表された。
2022年、ラインメール青森に期限付き移籍。開幕戦から定位置を確保すると、30試合に出場し、2得点をあげた。
2023年、期限付き移籍延長が発表された。
2024年、FC町田ゼルビアに復帰。しかし出場機会は無かった。
2024年7月30日、V・ファーレン長崎に期限付き移籍。
2025年12月26日、鹿児島ユナイテッドFCに完全移籍。

## 所属クラブ
- 八王子CBXFC (八王子市立山田小学校)
- FC町田ゼルビアジュニアユース (八王子市立由井中学校)
- 2014年 - 2016年 FC町田ゼルビアユース (東京都立小川高等学校)
  - 2016年9月 - 同年12月 FC町田ゼルビア (2種登録選手)
- 2017年 - 2020年 拓殖大学
  - 2020年2月 - 同年12月 FC町田ゼルビア (特別指定選手)
- 2021年 - 2024年 FC町田ゼルビア
  - 2022年 - 2023年 ラインメール青森 (期限付き移籍)
  - 2024年7月 - 同年12月 V・ファーレン長崎 (期限付き移籍)
- 2025年 - 鹿児島ユナイテッドFC

## 個人成績
| 国内大会個人成績 | 国内大会個人成績 | 国内大会個人成績 | 国内大会個人成績 | 国内大会個人成績             | 国内大会個人成績 | 国内大会個人成績 | 国内大会個人成績 | 国内大会個人成績 | 国内大会個人成績 | 国内大会個人成績 | 国内大会個人成績 |
| 年度             | クラブ           | 背番号           | リーグ           | リーグ戦                     | リーグ戦         | リーグ杯         | リーグ杯         | オープン杯       | オープン杯       | 期間通算         | 期間通算         |
| 年度             | クラブ           | 背番号           | リーグ           | 出場                         | 得点             | 出場             | 得点             | 出場             | 得点             | 出場             | 得点             |
| 日本             | 日本             | 日本             | 日本             | リーグ戦                     | リーグ戦         | リーグ杯         | リーグ杯         | 天皇杯           | 天皇杯           | 期間通算         | 期間通算         |
| ---------------- | ---------------- | ---------------- | ---------------- | ---------------------------- | ---------------- | ---------------- | ---------------- | ---------------- | ---------------- | ---------------- | ---------------- |
| 2021             | 町田             | 24               | J2               | 0                            | 0                | -                | -                | 0                | 0                | 0                | 0                |
| 2022             | 青森             | 8                | JFL              | 30                           | 2                | -                | -                | -                | -                | 30               | 2                |
| 2023             | 青森             | 24               | JFL              | 26                           | 5                | -                | -                | -                | -                | 26               | 5                |
| 2024             | 町田             | 44               | J1               | 0                            | 0                | 0                | 0                | 0                | 0                | 0                | 0                |
| 2024             | 長崎             | 44               | J2               | 10                           | 0                | -                | -                | 1                | 0                | 11               | 1                |
| 2025             | 鹿児島           | 44               | J3               |                              |                  |                  |                  |                  |                  |                  |                  |
| 通算             | 日本             | 日本             | J1               | 0                            | 0                | 0                | 0                | 0                | 0                | 0                | 0                |
| 通算             | 日本             | 日本             | J2               | 10                           | 0                | -                | -                | 1                | 0                | 11               | 0                |
| 通算             | 日本             | 日本             | J3               | \|\|\|\|\|\|\|\|\|\|\|\|\|\| |                  |                  |                  |                  |                  |                  |                  |
| 通算             | 日本             | 日本             | JFL              | 56                           | 7                | -                | -                | -                | -                | 56               | 7                |
| 総通算           | 総通算           | 総通算           | 総通算           | 66                           | 7                | 0                | 0                | 1                | 0                | 67               | 7                |

- 2016年は2種登録選手（町田、背番号40、出場なし）
- 2020年は特別指定選手（出場無し）

出場歴
- Jリーグ初出場 - 2024年8月10日 J2第26節 横浜FC戦 (ニッパツ三ツ沢球技場)